# Strange Fruit Records
Strange Fruit Records ist eines der erfolgreichsten britischen Independent-Label, das im September 1986 von John Peel und seinem Freund Clive Selwood gegründet wurde. Hauptaufgabe war die Veröffentlichung der Peel Sessions: Künstler spielten auf Peels Einladung live im Studio der BBC. Davon wurden (meist) vier Stücke ausgewählt und als EP herausgebracht. Erste Veröffentlichung war dann auch die 1982 aufgezeichnete zweite Session der damals noch unbekannten New Order. Außerdem lizenziert Strange Fruit einige aus dem Katalog anderer Plattenfirmen gestrichene Alben, u. a. von Small Faces, Mott the Hoople, Humble Pie und Emerson, Lake & Palmer.
Der Name beruht auf dem Lied Strange Fruit, das Billie Holiday berühmt gemacht hat.

## Katalog (Peel Sessions)
| - SFPS001 New Order - SFPS002 The Damned - SFPS003 The Screaming Blue Messiahs - SFPS004 Stiff Little Fingers - SFPS005 Sudden Sway - SFPS006 The Wild Swans - SFPS007 Madness - SFPS008 Gang of Four - SFPS009 The Wedding Present - SFPS010 Twa Toots - SFPS011 The Ruts - SFPS012 Siouxsie and the Banshees - SFPS013 Joy Division - SFPS014 The Primevals - SFPS015 June Tabor - SFPS016 The Undertones - SFPS017 Xmal Deutschland - SFPS018 The Specials - SFPS019 Stump - SFPS020 The Birthday Party - SFPS021 The Slits - SFPS022 Spizz Oil - SFPS023 The June Brides - SFPS024 Culture - SFPS025 The Prefects - SFPS026 Yeah Yeah Noh - SFPS027 Billy Bragg - SFPS028 The Fall - SFPS029 Girls at Our Best! - SFPS030 The Redskins - SFPS031 T. Rex - SFPS032 Tubeway Army - SFPS033 Joy Division - SFPS034 The Adverts - SFPS035 Wah! Heat | - SFPS036 The Triffids - SFPS037 Robert Wyatt - SFPS038 That Petrol Emotion - SFPS039 New Order - SFPS040 The Damned - SFPS041 Wire - SFPS042 Electro Hippies - SFPS043 Syd Barrett - SFPS044 Buzzcocks - SFPS045 Cud - SFPS046 The Very Things - SFPS047 Ultravox - SFPS048 Extreme Noise Terror - SFPS049 Napalm Death - SFPS050 The Cure - SFPS051 The Bonzo Dog Band - SFPS052 The Nightingales - SFPS053 Intense Degree - SFPS054 Stupids - SFPS055 The Smiths - SFPS056 Bolt Thrower - SFPS057 Half Man Half Biscuit - SFPS058 The Birthday Party - SFPS059 Lindisfarne - SFPS060 Echo & The Bunnymen - SFPS061 Family - SFPS062 The Room - SFPS063 Eton Crop - SFPS064 Nico - SFPS065 The Jimi Hendrix Experience - SFPS066 Siouxsie and the Banshees - SFPS067 Amayenge - SFPS068 Ivor Cutler - SFPS069 Unseen Terror - SFPS070 Four Brothers | - SFPS071 A Guy Called Gerald - SFPS072 Inspiral Carpets - SFPS073 Carcass - SFPS074 The Go-Betweens - SFPS075 The Associates - SFPS077 Happy Mondays - SFPS078 Prong - SFPS079 Prophecy of Doom - SFPS080 The Jam - SFPS081 Teenage Fanclub - SFPS082 Tim Buckley - SFPS084 Happy Mondays - SFPS085 Inspiral Carpets |

## Alben
- SFRLP100	The Sampler
- SFRLP101	Hardcore Holocaust
- SFRLP102      The Only Ones
- SFRLP200	21 Years Of Alternative Radio 1
- SFRCD119      Too Pure (Th' Faith Healers, Stereolab, PJ Harvey)